# Proclès
Dans la mythologie grecque, Proclès, fils d'Aristodème et d'Argie, est le frère jumeau d'Eurysthénès et un des Héraclides. Il est élevé par son oncle maternel Théras.
Après la reconquête du Péloponnèse par les Héraclides, à la suite d'un oracle de la Pythie, il reçoit en partage avec son frère le territoire de Sparte. Il fonde alors la dynastie royale des Proclides.
Il est le père de Soos (conçu avec Lathria) et, selon certains auteurs, d'Eurypon (qui passe aussi pour le fils de Soos), qui donnera son nom définitif à la dynastie (voir Eurypontides).

## Sources
- Pseudo-Apollodore, Bibliothèque [détail des éditions] [lire en ligne] (II, 8, 2 ; II, 8, 4).
- Hérodote, Histoires [détail des éditions] [lire en ligne] (IV, 147 ; VI, 52).
- Pausanias, Description de la Grèce [détail des éditions] [lire en ligne] (III, 1 ; III, 7).